# RJ Reynolds Tobacco Company
Pour les articles homonymes, voir Reynolds.
R.J. Reynolds Tobacco Company (abrégé en RJ Reynolds), anciennement R.J. Reynolds Industries puis RJR Nabisco, est une entreprise productrice de cigarettes (marques Camel, Winston, Natural American Spirit, Tareyton, etc.) destinées au marché américain (dans le reste du monde, ces marques sont la propriété de Japan Tobacco). Elle se place en seconde position sur le marché américain, avec 33 % de parts de marché.

## Historique

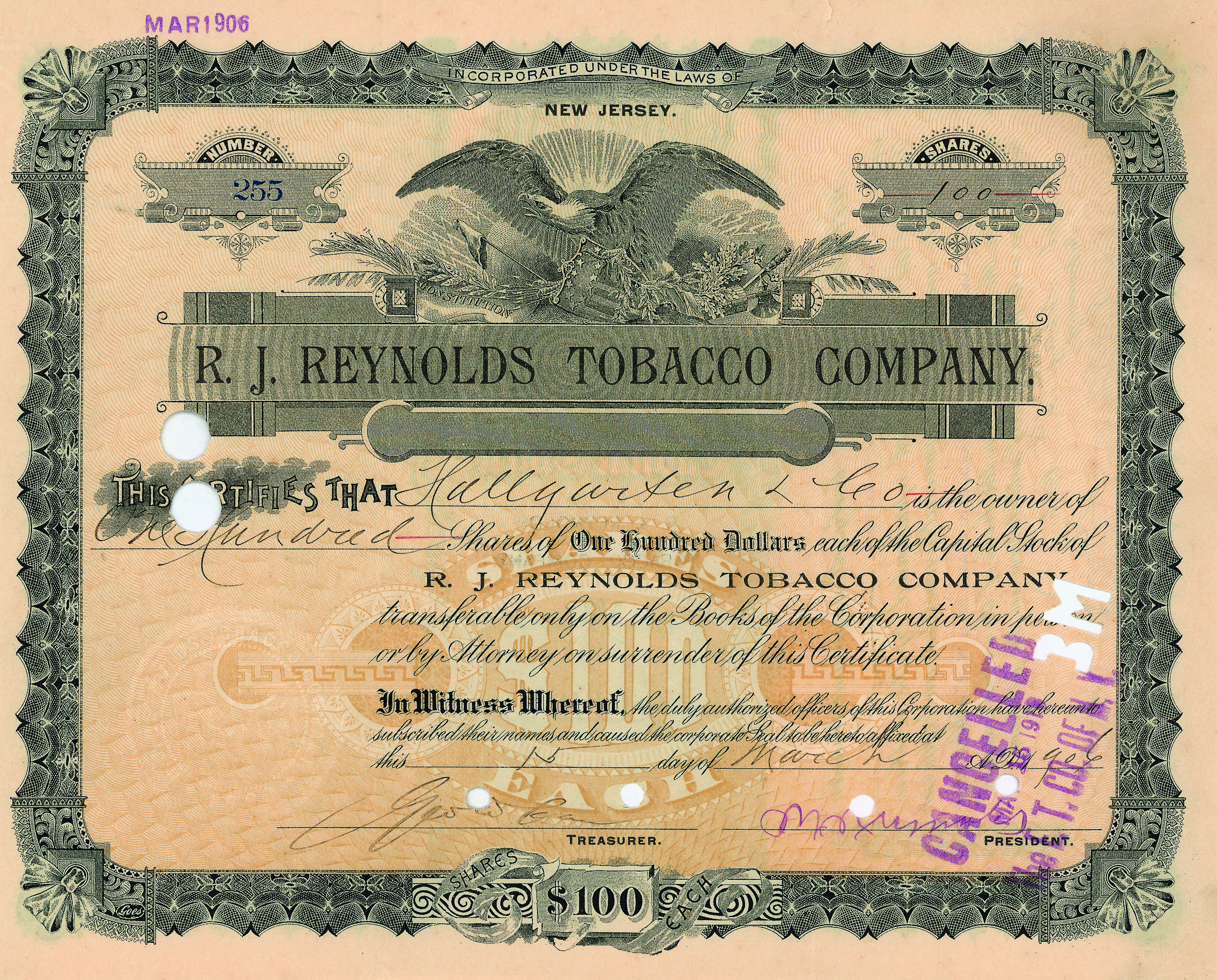
Action de la R. J. Reynolds Tobacco Company en date du 15 mars 1906

En 1875, R. J. Reynolds, fils d'un cultivateur de tabac, fonde sa propre fabrique à Winston-Salem (Caroline du Nord), ville voisine de l'exploitation de tabac de son père. L'entreprise se développe rapidement et lance la cigarette Camel en 1913. En 1920, 20 milliards de cigarettes Camel sont vendues par R.J Reynolds.
À partir de 1962, R.J. Reynolds Tobacco se diversifie dans d'autres secteurs d'activité : les boissons, avec la prise de contrôle de Pacific Hawaiian Products en 1962 et de Heublin en 1982 (marque Smirnoff), et l'alimentaire avec Del Monte Foods en 1979. Cette ouverture vers d'autres types de production entraîna le changement de nom de la société en R. J. Reynolds Industries, Inc. en 1970.
En 1985, le groupe fusionne avec Nabisco, entreprise américaine fabricant des biscuits et possédant notamment la biscuiterie française Belin. Le nouvel ensemble, dirigé par F. Ross Johnson, est renommé RJR Nabisco en 1986. En 1987, il se sépare de sa division boissons en la cédant à Grand Metropolitan.
En 1988, RJR Nabisco est racheté par le fonds d'investissements KKR au terme d'une intense bataille financière entre plusieurs groupes désireux d'en prendre le contrôle. Ce fameux épisode boursier donnera d'ailleurs lieu à un livre à succès (Barbarians At The Gate: The Fall of RJR Nabisco) et à une adaptation cinématographique pour le compte de la chaine à péage américaine HBO (Barbarians At The Gate).
En 1989, les filiales européennes de sa branche biscuits (Belin en France, Jacob’s en Grande-Bretagne et Saiwa en Italie), héritées de Nabisco, sont vendues au groupe agroalimentaire BSN, futur Danone.
La société R.J. Reynolds, intégrée au sein de RJR Nabisco, se retrouvera à nouveau cotée et indépendante en 1999 après un processus de scission.
La même année, Japan Tobacco racheta les activités non américaines de l'entreprise (RJR International) afin de former l'un des leaders mondiaux du tabac, JT International.
Une fois séparée de tous ses liens avec le cigarettier, RJR Nabisco se renomma Nabisco Group Holdings et concentra le reste de ses activités sur le secteur agro-alimentaire.
En septembre 2015, Japan Tobacco acquiert de nouveau les activités internationales, c'est-à-dire hors des États-Unis, de RJ Reynolds pour 5 milliards de dollars.